# Bogorodsk
Bogorodsk (en russe : Богородск) est une ville de l'oblast de Nijni Novgorod, en Russie, et le siège administratif du raïon de Bogorodsk. Sa population s'élevait à 35 068 habitants en 2021.

## Géographie
Bogorodsk est située à 31 km au sud-ouest de Nijni Novgorod et à 370 km à l'est de Moscou.

## Histoire
La première mention de Bogorodsk remonte à 1570. C'était alors le village de Bogoroditchnoïe ou Bogoroditskoïe, nom issu de Bogoroditsa signifiant Mère de Dieu. Du XVIIe au XIXe siècle, ses artisans étaient fameux pour le travail du cuir (tanneries, fabrication de chaussures). Elle a le statut de ville depuis 1923.

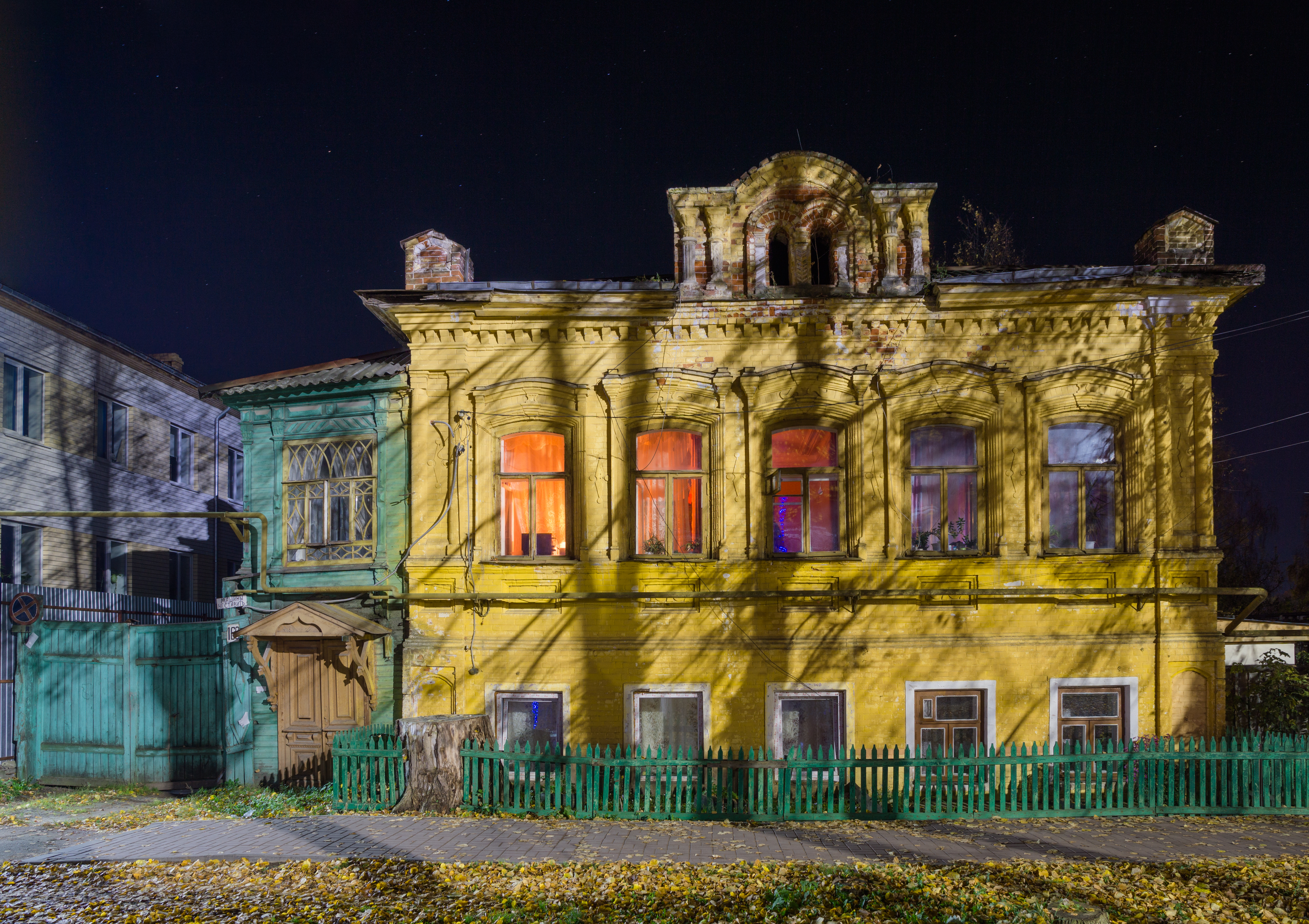
Maison de Mme Syrova. Octobre 2018.
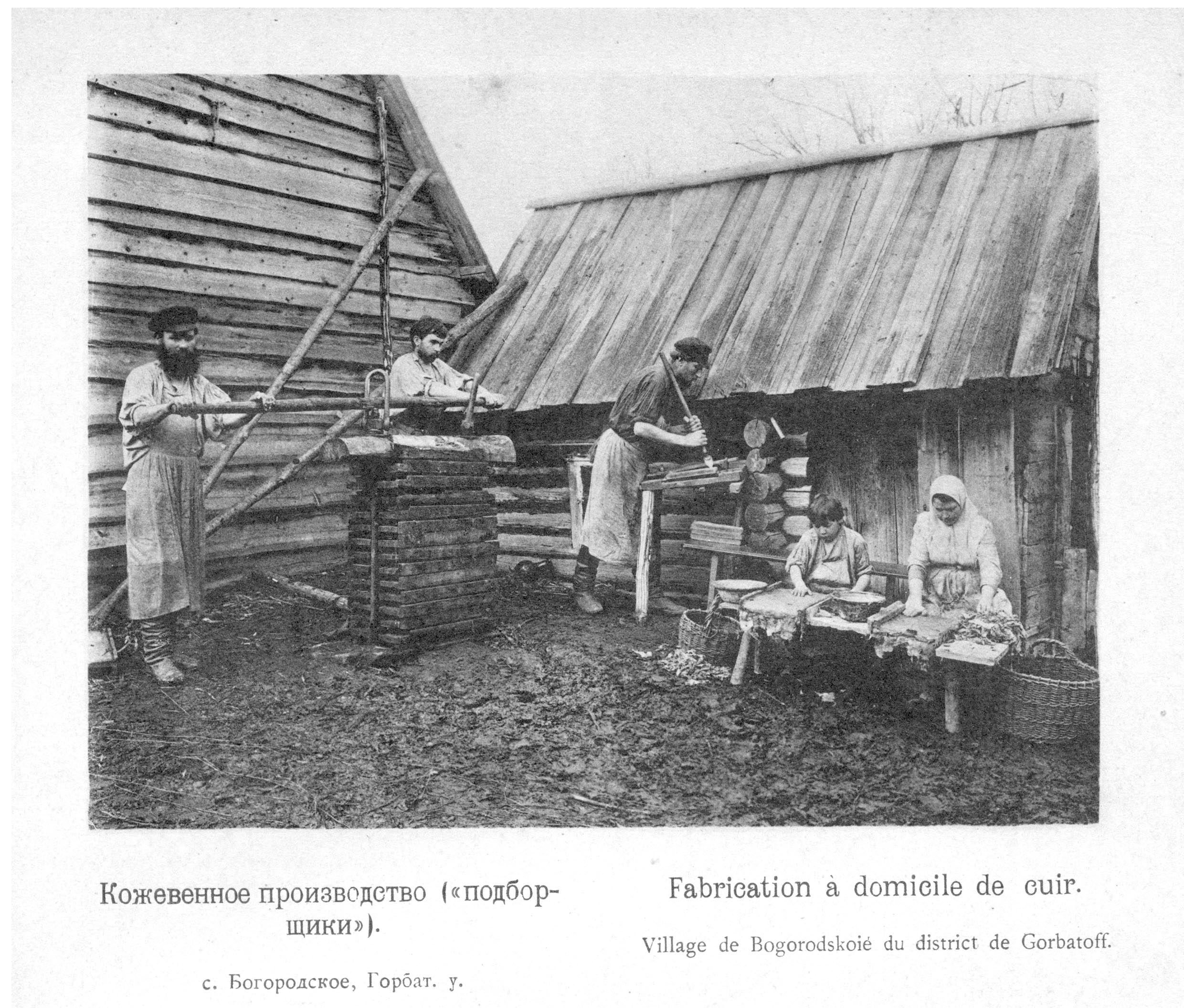
Fabrication du cuir à domicile à Bogorodsk vers 1900.

## Population
Recensements (*) ou estimations de la population
| 1897*  | 1926*  | 1931   | 1939*  | 1959*  | 1970*  |
| ------ | ------ | ------ | ------ | ------ | ------ |
| 12 300 | 14 943 | 16 000 | 21 431 | 29 950 | 36 517 |

| 1979*  | 1989*  | 2002*  | 2010*  | 2012   | 2013   |
| ------ | ------ | ------ | ------ | ------ | ------ |
| 37 355 | 38 401 | 37 095 | 35 499 | 35 286 | 35 063 |

| 2016   | 2021   | - | - | - | - |
| ------ | ------ | - | - | - | - |
| 34 597 | 35 068 | - | - | - | - |

## Économie
Bogorodsk est un foyer de l'industrie du cuir. Elle possède des tanneries et des usines de chaussures. On y trouve également une usine de cuir artificiel, des usines de confection. On y trouve aussi un circuit automobile, le circuit NRING, qui a ouvert en 2010.

## Patrimoine
Bogorodsk possède de nombreuses maisons inscrites au patrimoine, construites au XIXe siècle par des marchands aisés. Son église la plus ancienne (construite en 1816), dédiée à l'Assomption de la Vierge Marie, est en cours de restauration. L'autre église, dédiée à l'Intercession, a été restaurée dans les années 1990. Elles dépendent de l'éparchie de Nijni Novgorod.

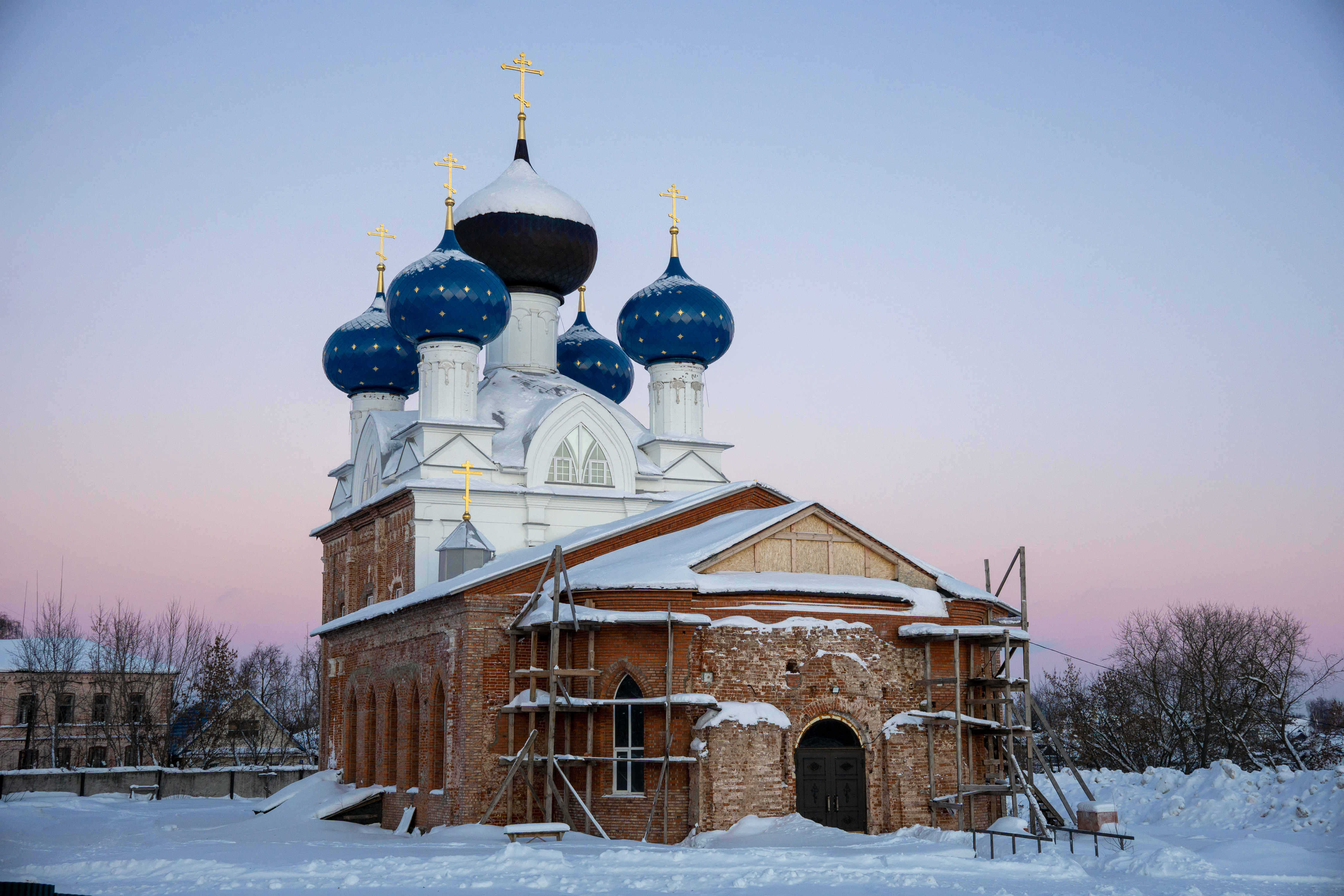
Vue de l'église de l'Assomption en 2020.
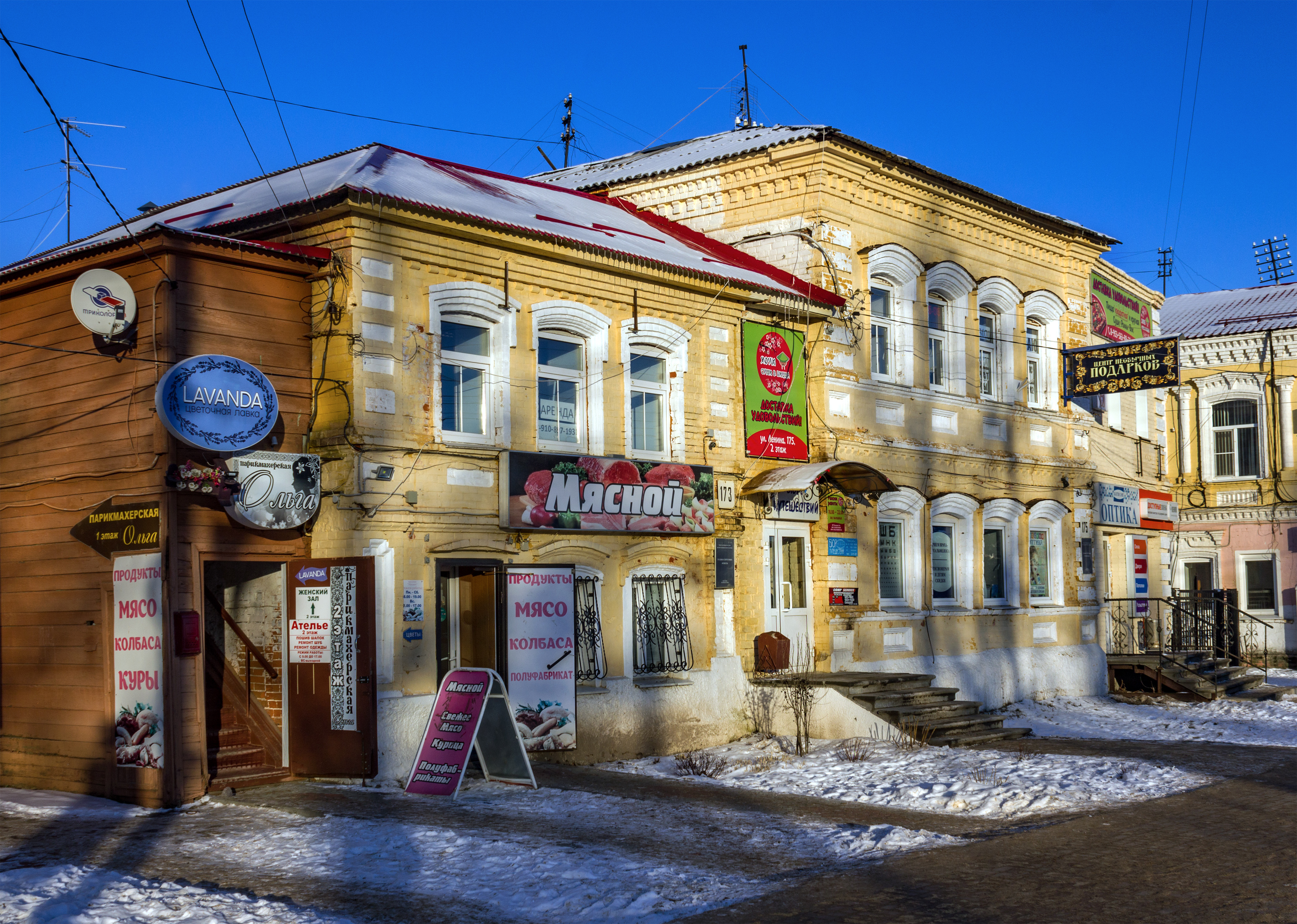
Maisons du centre-ville.
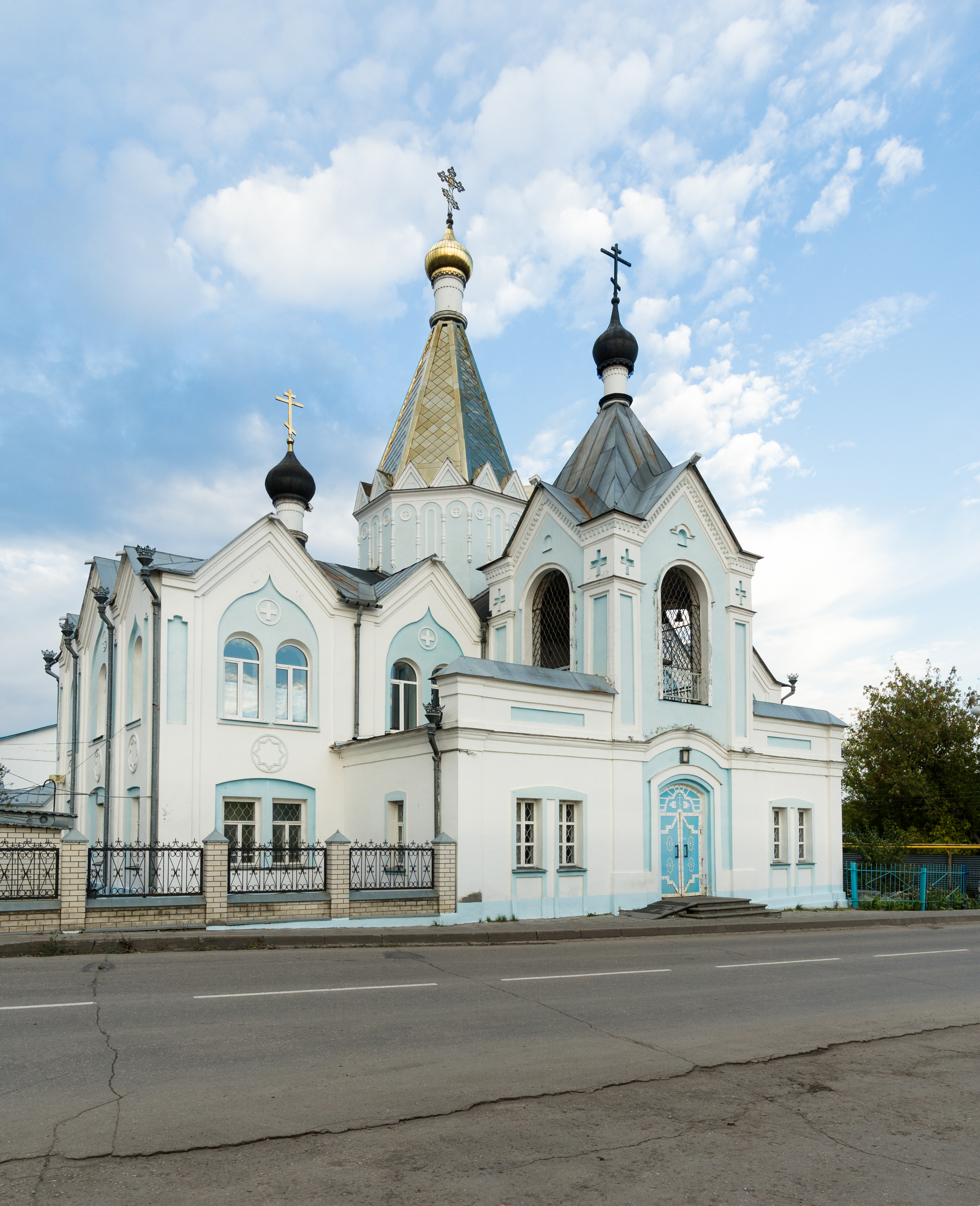
Vue de l'église de l'Intercession-de-la-Mère-de-Dieu.
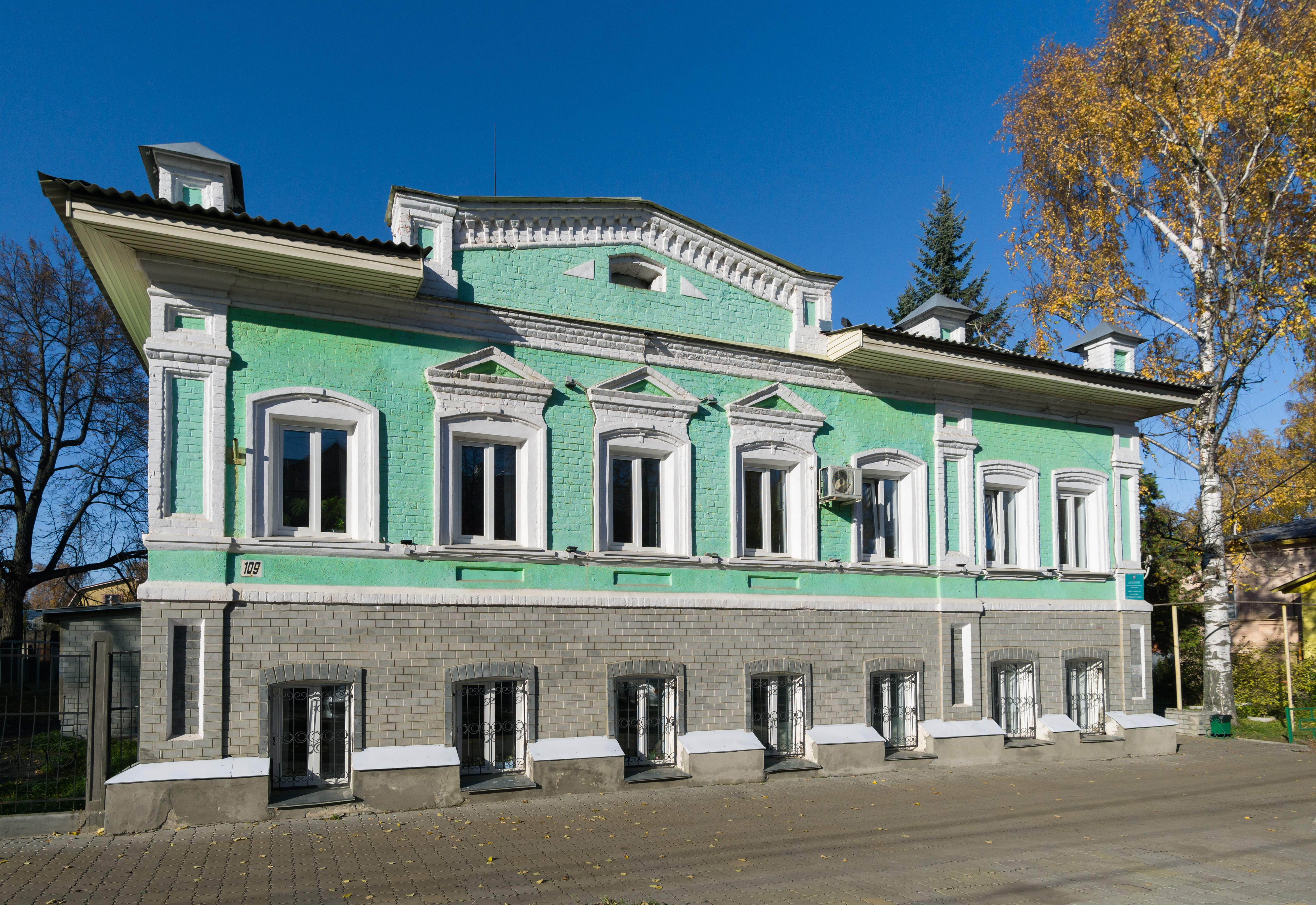
Maison Tchelychev.
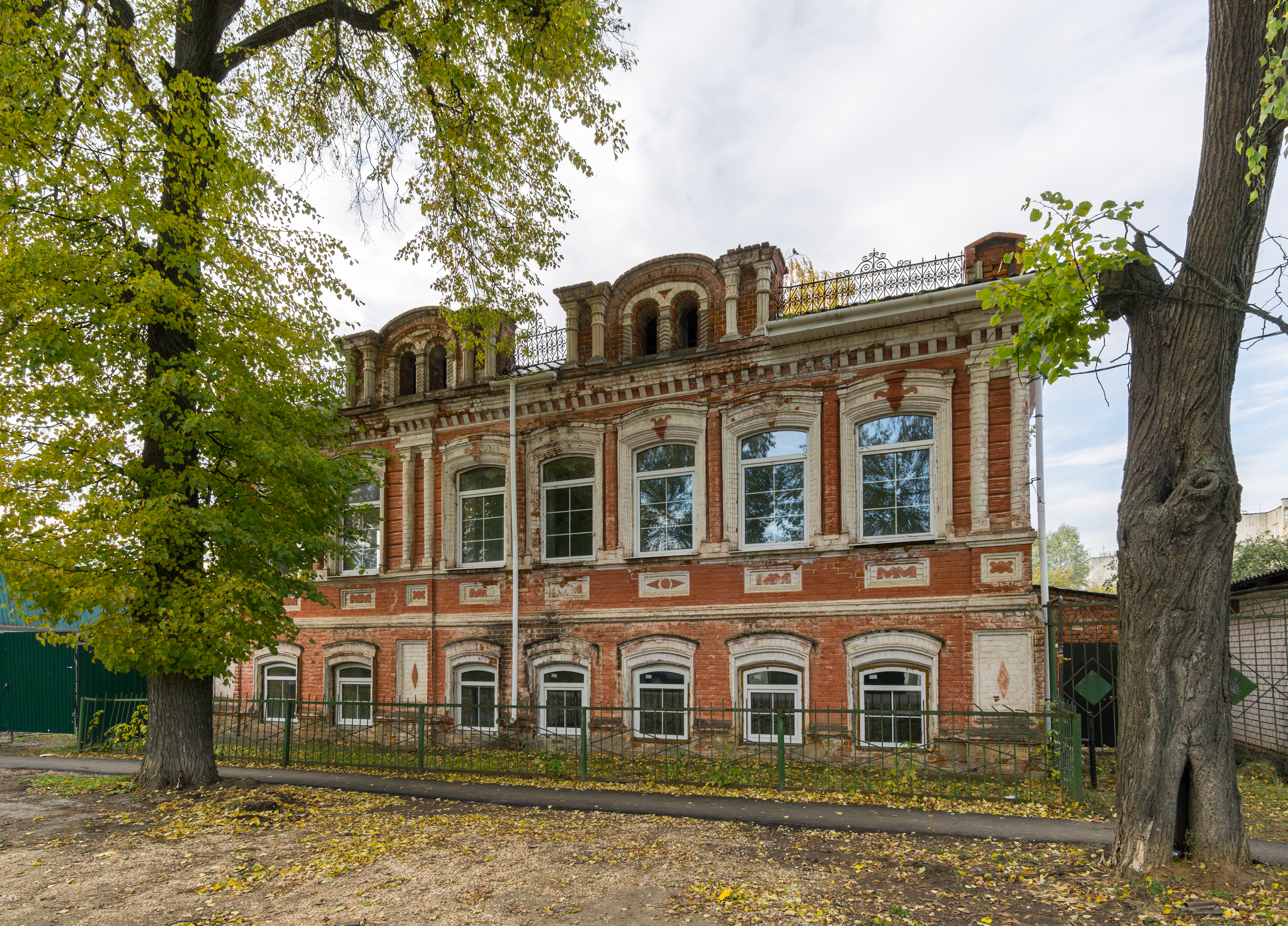
Maison Solodovnikov.